# Benji Madden

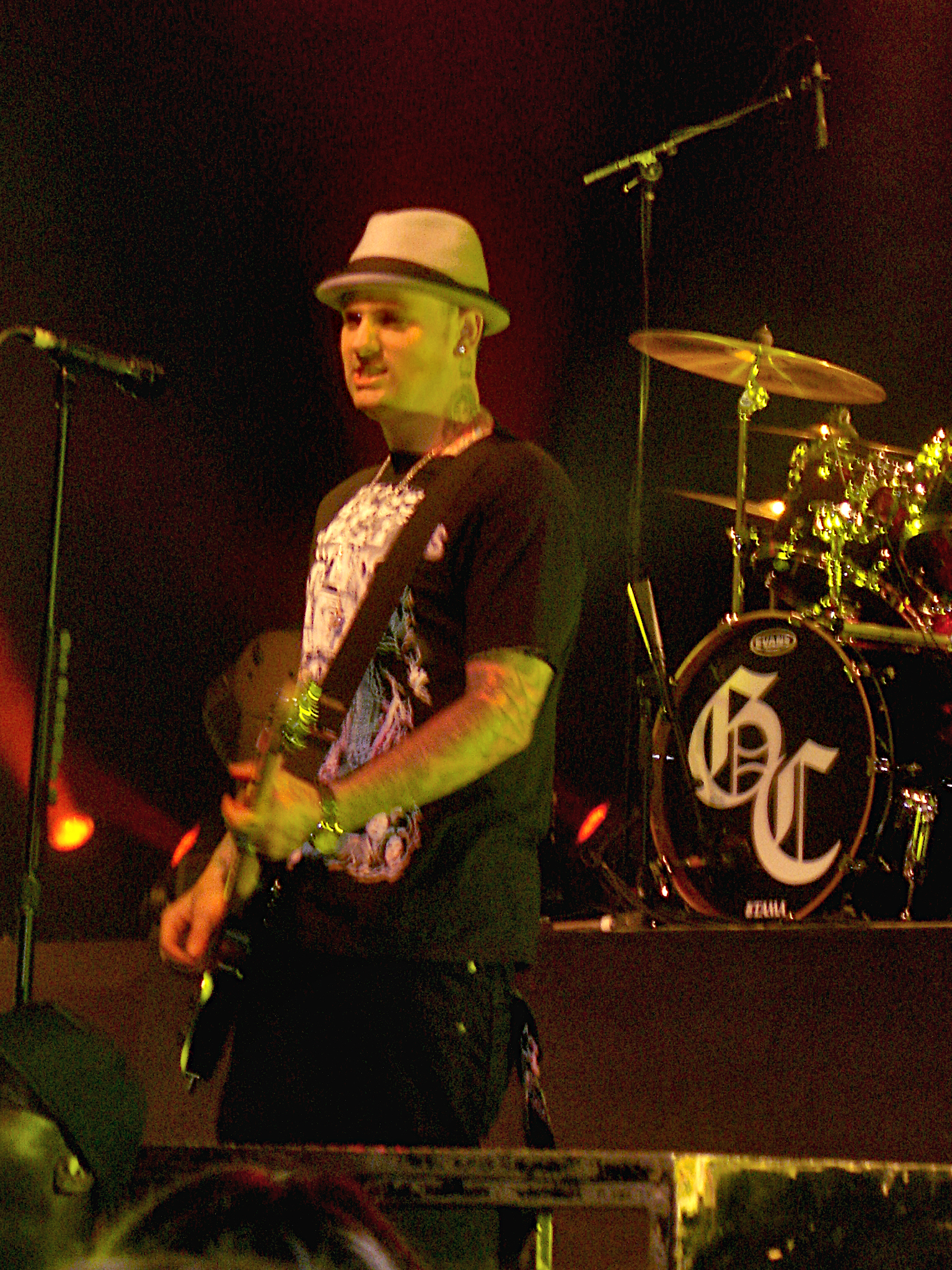
Benji Madden

Benjamin Levi "Benji" Madden (Waldorf Verenigde Staten, 11 maart 1979) is de gitarist en achtergrondzanger in de band Good Charlotte. Benji en zijn tweelingbroer Joel werden geboren onder de naam Combs. Dat is de naam van hun vader. Benji and Joel hebben een jonger zusje, Sarah, en een oudere broer, Josh. Op school werd Benji vaak 'veroordeeld' op het slechte gedrag van zijn broer, omdat hij bekendstond als problemenmaker. Benji is de oudste van de tweeling, hij is vijf minuten ouder dan Joel. Benji's bijnaam is Kid Vicious. Hij was verloofd met de Australische zangeres Sophie Monk.
Benji heeft samen met Joel, Josh en een paar vrienden een eigen kledinglijn: DCMA Collective.
In maart 2008 verloofde hij zich met Paris Hilton later in november 2008 gingen ze uit elkaar. Eind 2009 kreeg hij een relatie met ex-Girl Next Door Holly Madison. Op 5 januari 2015 trad Benji in het huwelijk met Cameron Diaz nadat zij zich eerder in december 2014 hadden verloofd. De huwelijksceremonie was een traditioneel Joodse ceremonie. Benji en Cameron kennen elkaar sinds mei 2014.
- Bibsys: 6018027
- Gemeinsame Normdatei: 135311470
- International Standard Name Identifier: 0000 0000 7149 3587
- Library of Congress Control Number: no2005040065
- MusicBrainz: d1673e08-c8d9-466d-a74b-4cae609f5849
- Nationale bibliotheek van Australië: 40580607
- Trove: 1448255
- Virtual International Authority File: 80100910
- WorldCat: E39PBJjHjfRk83JXHfdCjPgYfq